# Премія Кеттерінга
Пре́мія Ча́рлза Ке́ттерінга (англ. Charles F. Kettering Prize) — наукова нагорода у сумі US$250,000, яку присуджувала щорічно Фундація дослідження раку компанії General Motors (англ. General Motors Cancer Research Foundation) у 1979—2005 роках за новий найвидатніший внесок у діагностику або лікування раку.

## Історична довідка
Нагорода отримала назву на честь Чарлза Кеттерінга, винахідника, колишнього директора корпорації General Motors та лідера Дослідницьких лабораторій компанії General Motors (англ. General Motors Research Laboratories).
У 2006 році через бюджетні обмеження Фундацією дослідження раку було проведене об'єднання трьох іменних премій: Альфреда П. Слоуна-молодшого, Чарлза Ф. Кеттерінга та  Чарльза С. Мотта, кожна з яких спочатку вартувала 250 000 доларів США, в одну премію під назвою «Премія General Motors за дослідження раку» (англ. General Motors Cancer Research Award) із загальною сумою винагороди у 250 000 доларів США. Першим і єдиним лауреатом цієї премії став у 2006 році Наполеоне Феррара. З 2006 року нагороди більше не присуджували.

## Лауреати премії
- 2005 Анджела Броді[en]
- 2004 Роберт Ленджер
- 2003 Вірджил Крейг Джордан[en]
- 2002 Браян Друкер[en] і Ніколас Лайден[en]
- 2001 Девід Едмунд Кул[en] і Майкл Едвард Фелпс[en]
- 2000 Монро Еліот Волл[en] і Мансух Вані[en]
- 1999 Рональд Леві[en]
- 1998  Г'юберт Родні Візерс [en]
- 1997 Герман Дей Сьют[en]
- 1996 Малкольм Бегшоу[de] і Патрік Волш[en]
- 1995 Норберт Брок[de]
- 1994 Лоран Дего[en] і Wang Zhenyi[en]
- 1993 Джанні Бонадонна[de] і Бернард Фішер[en]
- 1992 Лоуренс Айнгорн[en]
- 1991 Віктор Лінг[en]
- 1990 Девід Кокс[en]
- 1989 Мортімер М. Елкінд[de]
- 1988 Сем Шапіро (англ. Sam Shapiro) і Філіп Стракс[en]
- 1987 Безіл Гіршовіц[en]
- 1986 Дональд Пінкель[en]
- 1985 Пол Лотербур
- 1984 Барнетт Розенберг[en]
- 1983 Еміль Фрай III[en] and Еміль Фрайрайх[en]
- 1982 Говард Скіппер[en]
- 1981 Едвард Томас
- 1980 Елвуд Дженсен[en]
- 1979 Генрі Каплан[en]